# Vi är på resa
Vi är på resa är en EP med Curt & Roland som spelades in på Roger Arnoffs Lydstudio i Oslo. Utgiven 1967.

## Låtlista
Sida A
1. Vi är på resa
2. Skall du få vara med ?

Sida B
1. Många år jag gick på syndens stig.
2. Tänk för dig som vandrar utan gud.